# Danh sách biệt danh các đội tuyển bóng đá quốc gia
Đây là biệt danh của các đội tuyển bóng đá quốc gia

## AFC(Liên đoàn bóng đá châu Á)
| Đội tuyển         | Biệt danh                                           | Tạm dịch                                 |
| ----------------- | --------------------------------------------------- | ---------------------------------------- |
| Afghanistan       | شیران خراسان                                        | Sư tử vùng Khurasan                      |
| Úc                | Socceroos                                           | Con chuột túi                            |
| Úc (nữ)           | Matildas                                            |                                          |
| Bahrain           | الأحمر (’Al-’Ahmar)                                 | Màu đỏ                                   |
| Bangladesh        | Bengal Tigers                                       | Những con hổ Bengal                      |
| Brunei            | Tebuan                                              | Ong bắp cày                              |
| Campuchia         | Angkor Warriors                                     | Những chiến binh Angkor                  |
| Trung Quốc        | 龙之队(lóng zhī duì)                                | Đội tuyển Rồng                           |
| Trung Quốc (nữ)   | 铿锵玫瑰                                            | Những bông hồng thép                     |
| Guam              | Matao                                               |                                          |
| Ấn Độ             | Yoddha-E-Hind                                       | Những chiến binh Hindi                   |
| Ấn Độ             | Blue Tigers                                         | Những chú hổ Xanh                        |
| Indonesia         | Merah Putih                                         | Đỏ Trắng                                 |
| Indonesia         | Garuda                                              |                                          |
| Indonesia (nữ)    | Putri Merah Putih                                   | Quý cô đỏ trắng                          |
| Indonesia (nữ)    | Putri Garuda                                        |                                          |
| Iran              | تیم ملی Team Melli                                  | Đội tuyển Quốc gia                       |
| Iran              | شاهزادگان پارسی Shahzadegan-e Parsi                 | Hoàng tử Persia                          |
| Iraq              | اسود الرافدين                                       | Sư tử vùng Mesopotamia                   |
| Nhật Bản          | サムライ・ブルー                                    | Blue Samurai                             |
| Nhật Bản (nữ)     | なでしこジャパン                                    | Nadeshiko Japan                          |
| Jordan            | النشامى (An-Nashama)                                | Hiệp sĩ                                  |
| Kuwait            | Al-Azraq                                            | Xanh                                     |
| Kyrgyzstan        | Ак шумкарлар (White Falcons)                        | Chim ưng trắng                           |
| Lào               | ທິມຊາດລາວ                                            | Đội tuyển quốc gia                       |
| Liban             | Les cèdres du Liban (Cedars of Lebanon)             | Tuyết tùng                               |
| Malaysia          | Harimau Malaya                                      | Những chú hổ Mã Lai                      |
| Maldives          | Red Snappers                                        | Cá chỉ vàng Đỏ                           |
| Mông Cổ           | Xөx чононууд                                        | Sói xanh                                 |
| Myanmar           | The Asian Lions                                     | Con sư tử châu Á                         |
| Nepal             | The Gorkhali                                        | Gurkha (Những chiến binh Nepal dũng cảm) |
| CHDCND Triều Tiên | Chollima                                            | Thiên Lý Mã                              |
| Oman              | الاحمر'' Al-Ahmar                                   | Những chiến binh đỏ                      |
| Palestine         | فرسان                                               | Kỵ sỹ                                    |
| Pakistan          | Pak Shaheens                                        | Áo xanh                                  |
| Philippines       | Azkals                                              | Những chú chó đường phố                  |
| Philippines (nữ)  | Malditas                                            | Feisty Ladies                            |
| Qatar             | المارون (Maroons)                                   | Màu hạt dẻ                               |
| Ả Rập Xê Út       | الأخضر (’Al ’Akhdar)                                | The Green                                |
| Ả Rập Xê Út       | الصقور الخضر (Green Falcons)                        | Chim ưng xanh                            |
| Singapore         | The Lions                                           | Sư tử                                    |
| Hàn Quốc          | 아시아의 호랑이                                     | Hổ châu Á                                |
| Hàn Quốc          | 태극 전사 (Taeguk Warriors) 붉은 악마 ( Red Devil ) | Những chiến binh Thái CựcQuỷ đỏ          |
| Hàn Quốc (nữ)     | 태극 낭자                                           | Những cô gái Thái Cực                    |
| Syria             | نسور قاسيون (Qasioun Eagles)                        | Những chú đại bàng Qasioun               |
| Tajikistan        | Тоҷ                                                 | Vương miện                               |
| Thái Lan          | ช้างศึก (Changsuk)                                    | Voi chiến                                |
| Đông Timor        | O Sol Nascente                                      | Mặt trời mọc                             |
| Turkmenistan      | Green Man                                           | Ngựa ô                                   |
| UAE               | عيال زايد                                           | Con trai của Zayed                       |
| Uzbekistan        | Оқ Бўрилар (White Wolves)                           | Sói trắng                                |
| Việt Nam          | Golden Star Warriors                                | Những Chiến Binh Sao Vàng                |

## CAF(Liên đoàn bóng đá châu Phi)
| Đội tuyển            | Biệt danh                                            | Tạm dịch                            |
| -------------------- | ---------------------------------------------------- | ----------------------------------- |
| Algérie              | الفنك Les Fennecs                                    | Cáo Fennec                          |
| Algérie              | محاربي الصحراء Les Guerriers du Désert               | Những chiến binh sa mạc             |
| Angola               | Palancas Negras                                      | Linh dương đen                      |
| Bénin                | Les Écureuils                                        | Những chú sóc                       |
| Botswana             | Zebras                                               | Ngựa vằn                            |
| Burkina Faso         | Les Étalons                                          | Ngựa giống                          |
| Burundi              | Les Hirondelles                                      | Chim nhạn                           |
| Cameroon             | Lions Indomptables                                   | Những chú sư tử bất khuất           |
| Cabo Verde           | Tubarões Azuis                                       | Cá mập xanh                         |
| Trung Phi            | Les Fauves                                           | Động vật hoang dã                   |
| Tchad                | Les Sao                                              |                                     |
| Comoros              | Les Coelecantes                                      | Cá vây tay                          |
| Cộng hòa Congo       | Diables Rouges                                       | Quỷ đỏ                              |
| CHDC Congo           | Les Léopards                                         | Báo hoa mai                         |
| Bờ Biển Ngà          | Les Éléphants                                        | Những chú voi                       |
| Djibouti             | Riverains de la Mer Rouge                            | Những cư dân Biển đỏ                |
| Ai Cập               | الفراعنة                                             | Pharaoh                             |
| Guinea Xích Đạo      | Nzalang Nacional                                     |                                     |
| Eritrea              | ቀይ ባሕር ቦይስ                                           | Những chàng trai Biển Đỏ            |
| Ethiopia             | Walyas                                               | Dê núi Walya                        |
| Gabon                | Les Panthères                                        | Báo                                 |
| Gambia               | Scorpions                                            | Bọ cạp                              |
| Ghana                | Black Stars                                          | Những ngôi sao đen                  |
| Guinée               | Syli Nationale                                       |                                     |
| Guiné-Bissau         | Djurtus                                              |                                     |
| Kenya                | Harambee Stars                                       | Những ngôi sao Harambee             |
| Lesotho              | Likuena                                              | Cá sấu                              |
| Liberia              | Lone Stars                                           | Những ngôi sao cô đơn               |
| Libya                | فرسان المتوسط                                        | Kỵ sỹ Địa Trung hải                 |
| Madagascar           | Barea                                                |                                     |
| Malawi               | Flames                                               | Ngọn lửa                            |
| Mali                 | Les Aigles                                           | Đại bàng                            |
| Mauritanie           | Les Mourabitounes                                    |                                     |
| Mauritius            | Les Dodos                                            |                                     |
| Maroc                | أسود الأطلس (’Esoud ’Al-’Atlas) Les Lions de l'Atlas | Sư tử Atlas                         |
| Mozambique           | Os Mambas                                            | Mambas                              |
| Namibia              | Brave Warriors                                       | Các chiến sĩ dũng cảm               |
| Niger                | Ménas                                                | Linh dương Dama                     |
| Nigeria              | Super Eagles                                         | Siêu đại bàng                       |
| Nigeria (nữ)         | Super Falcons                                        | Siêu chim ưng                       |
| Rwanda               | Amavubi                                              | Ong bắp cày                         |
| São Tomé và Príncipe | Seleção dos Falcões e Papagaios                      | Đội tuyển Chim ưng và những chú Vẹt |
| Sénégal              | Les Lions de la Téranga                              | Sư tử Teranga                       |
| Seychelles           | Pirates                                              | Cướp biển                           |
| Sierra Leone         | Leone Stars                                          | Ngôi sao Leone                      |
| Somalia              | Ocean Stars                                          | Những ngôi sao đại dương            |
| Nam Phi              | Bafana Bafana                                        | Các chàng trai                      |
| Nam Phi (nữ)         | Banyana Banyana                                      | Những cô gái                        |
| Nam Sudan            | Bright Stars                                         | Những ngôi sao sáng                 |
| Sudan                | صقور الجديان (Sokoor ’Al-Jediane)                    | Chim ưng vùng Jediane               |
| Sudan                | Nile Crocodiles                                      | Cá sấu sông Nile                    |
| Eswatini             | Sihalngu Semnikati (King's Shield)                   | Lá chắn của nhà vua                 |
| Tanzania             | Kilimanjaro Stars                                    | Những ngôi sao Kilimanjaro          |
| Tanzania             | Taifa Stars                                          | Những ngôi sao Taifa                |
| Togo                 | Les Éperviers                                        | Diều hâu                            |
| Tunisia              | نسور قرطاج Les Aigles de Carthage                    | Đại bàng Carthage                   |
| Uganda               | Cranes                                               | Sếu                                 |
| Zimbabwe             | Warriors                                             | Các chiến sĩ                        |
| Zambia               | Chipolopolo                                          | Những viên đạn đồng                 |

## CONCACAF(Liên đoàn bóng đá Bắc, Trung Mỹ và Caribe)
| Đội tuyển                   | Biệt danh              | Tạm dịch                                |
| --------------------------- | ---------------------- | --------------------------------------- |
| Bahamas                     | Rake & Scrape Boys     |                                         |
| Barbados                    | Bajan Pride            |                                         |
| Belize                      | Beliceños              | Belizeans                               |
| Belize                      | Jaguars                |                                         |
| Bermuda                     | Gombey Warriors        |                                         |
| Quần đảo Virgin thuộc Anh   | Nature Boyz            |                                         |
| Canada                      | Canucks                |                                         |
| Canada                      | Les Rouges             | The Reds                                |
| Canada                      | The Flying Moose       |                                         |
| Costa Rica                  | Los Ticos              | The Costa Ricans                        |
| Costa Rica                  | La Sele                | Shortening of "The Selection"           |
| Costa Rica                  | Los Matacampeones      | The Champion Killers                    |
| Cuba                        | Los Leones del Caribe  | The Caribbean Lions                     |
| Cộng hòa Dominica           | Los Quisqueyanos       | The Dominicans                          |
| El Salvador                 | La Selecta             | The Selected                            |
| El Salvador                 | Los Cuscatlecos        |                                         |
| Grenada                     | Spice Boyz             |                                         |
| Guadeloupe                  | Les Gars de Guadeloupe | Guys of Guadeloupe                      |
| Guadeloupe                  | Gwada Boys             |                                         |
| Guadeloupe                  | Les Boug'Wada          | Creole version of "Gwada Boys"          |
| Guatemala                   | Los Chapines           | The Guatemalans                         |
| Guatemala                   | La Azul y Blanco       | The Blue & White                        |
| Haiti                       | Les Grenadiers         | The Soldiers                            |
| Haiti                       | Le Rouge et Bleu       | The Red & Blue                          |
| Honduras                    | Los Catrachos          | The Hondurans                           |
| Honduras                    | La Bicolor             | The Bi-color                            |
| Honduras                    | La H                   | The Letter H (The initial for Honduras) |
| Jamaica                     | Reggae Boyz            |                                         |
| Jamaica (nữ)                | Reggae Girlz           |                                         |
| México                      | Los Manitos            | The Little Brothers                     |
| México                      | El Tri                 | from "Tricolor"                         |
| Nicaragua                   | Los Albiazules         | The Whites & Blues                      |
| Nicaragua                   | Los Pinoleros          | Pinole makers                           |
| Nicaragua                   | La Azul y Blanco       | The Blue & White                        |
| Panama                      | La Marea Roja          | The Red Tide                            |
| Puerto Rico                 | El Huracán Azul        | The Blue Hurricane                      |
| Saint Kitts và Nevis        | Sugar Boys             |                                         |
| Saint Vincent và Grenadines | Vincy Heat             |                                         |
| Trinidad và Tobago          | Soca Warriors          |                                         |
| Hoa Kỳ                      |                        |                                         |
| Stars & Stripes             |                        |                                         |
| The Yanks                   |                        |                                         |

## CONMEBOL(Liên đoàn bóng đá Nam Mỹ)
| Đội tuyển     | Biệt danh                 | Tạm dịch                                                        |
| ------------- | ------------------------- | --------------------------------------------------------------- |
| Argentina     | La Albiceleste            | Trắng và Xanh da trời                                           |
| Argentina     | Los Gauchos               | Những chàng cao bồi                                             |
| Bolivia       | La Verde                  | Xanh                                                            |
| Brasil        | Canarinho                 | Những chú chim hoàng yến nhỏ (dựa theo màu áo vàng)             |
| Brasil        | Selecao                   | Trong tiếng Bồ Đào Nha có nghĩa là đội tuyển giống La Seleccion |
| Chile         | La Roja                   | The Red One                                                     |
| Colombia      | Los Cafeteros             | Những người trồng cà phê                                        |
| Colombia (nữ) | Las Chicas Superpoderosas | The Powerpuff Girls                                             |
| Ecuador       | Amarillos                 | Vàng                                                            |
| Ecuador       | La Tri                    | Ba màu                                                          |
| Paraguay      | La Albirroja              | Đỏ Trắng                                                        |
| Perú          | Los Incas                 | Những người Inca                                                |
| Uruguay       | La Celeste                | Xanh da trời                                                    |
| Uruguay       | Los Charrúas              |                                                                 |
| Uruguay       | La Garra Celeste          | Celeste Claw                                                    |
| Venezuela     | La Vinotinto              | The Burgundy                                                    |

## OFC(Liên đoàn bóng đá châu Đại Dương)
| Đội tuyển          | Biệt danh             | Tạm dịch             |
| ------------------ | --------------------- | -------------------- |
| Micronesia         | The Four Stars        |                      |
| Nouvelle-Calédonie | Les Cagous            | Kagus                |
| New Zealand        | All Whites, the Kiwis |                      |
| New Zealand (nữ)   | Football Ferns        |                      |
| Papua New Guinea   | Kapuls                | Tok Pisin for Cuscus |

## UEFA(Liên đoàn bóng đá châu Âu)
| Đội tuyển            | Biệt danh                                             | Tạm dịch                                                           |
| -------------------- | ----------------------------------------------------- | ------------------------------------------------------------------ |
| Albania              | Kuqezinjtë, Shqiponjat (Shqipet)                      | The Red and Blacks, The Eagles                                     |
| Andorra              | Tricolors                                             |                                                                    |
| Armenia              | Հավաքական (Havak'akan)                                | The Collective (team)                                              |
| Áo                   | Wunderteam                                            |                                                                    |
| Azerbaijan           | Milli                                                 | Đội tuyển Quốc gia                                                 |
| Belarus              | Nacionalnaya Sbornaya                                 | Đội tuyển Quốc gia (tiếng Belarus)                                 |
| Bỉ                   | Les Diables Rouges, De Rode Duivels, Die Roten Teufel | The Red Devils (French, Dutch and German)                          |
| Bosna và Hercegovina | Zmajevi, Ljljani, Zlatni Ljiljani                     | The Dragons, (Golden) Lilies                                       |
| Bulgaria             | Лъвовете (Lavovete)                                   | Sư tử                                                              |
| Croatia              | Vatreni, Kockasti                                     | The Fiery Ones; The Chequered Ones                                 |
| Síp                  | I Galanolefki                                         | "The White and Blues" in Greek                                     |
| Cộng hòa Séc         | Nároďák                                               | Đội tuyển Quốc gia                                                 |
| Đan Mạch             | The Danish Dynamiteref                                | Thùng thuốc nổ                                                     |
| Anh                  | The Three Lions                                       | Tam sư                                                             |
| Estonia              | Sinisärgid                                            | The Blueshirts                                                     |
| Quần đảo Faroe       | Landslidid                                            | "Đội tuyển Quốc gia"(tiếng Faroe)                                  |
| Phần Lan             | Huuhkajat                                             | The Eagle Owls                                                     |
| Pháp                 | Les Bleus                                             | The Blues                                                          |
| Gruzia               | ჯვაროსნები (Jvarosnebi)                               | The Crusaders                                                      |
| Đức                  | Die Mannschaft, Schwarz und Weiss, die Nationalelf    | The Team, Black and White, Cỗ xe tăng Đức                          |
| Hy Lạp               | Το Πειρατικό (To Piratiko); Η Εθνική (I Ethniki)      | The Pirate Ship; Đội tuyển Quốc gia                                |
| Hungary              | Nemzeti Tizenegy, Aranycsapat                         | The National Eleven, The Golden Team                               |
| Iceland              | Strakamir Okkar                                       | "Our Boys" in Icelandic                                            |
| Israel               | Ha Nivheret, Ha Khoolim Levanim, Ha Melah             | Đội tuyển Quốc gia, The Blues-And-Whites, The Salt                 |
| Ý                    | Azzurri                                               | Thiên Thanh                                                        |
| Kazakhstan           | Kazakhstanskie barsy                                  | "the Snow Leopards" in Russian                                     |
| Latvia               | Izlase                                                | Đội tuyển Quốc gia (tiếng Latvia)                                  |
| Liechtenstein        | Nati                                                  | viết tắt của "Nationalmannschaft"                                  |
| Litva                | Rinktine                                              | Đội tuyển Quốc gia (tiếng Lithuania)                               |
| Luxembourg           | D’Leiwen                                              | "Sư tử" trong tiếng Luxembourg                                     |
| Macedonia            | Црвени Рисови / Crveni Risovi                         | The Red Lynx"                                                      |
| Malta                | Il-Kavallieri                                         | Những kỵ sĩ (của Malta)                                            |
| Moldova              | Selectionata                                          | "the Selection" in Moldovan                                        |
| Montenegro           | Hrabri Sokoli                                         | Những chú chim ưng dũng cảm                                        |
| Hà Lan               | Oranje                                                | Cơn lốc màu Da cam, Clockwork Orange, Người Hà Lan bay             |
| Bắc Ireland          | Norn Iron                                             |                                                                    |
| Na Uy                | Drillos                                               | Used during the leadership of Egil "Drillo" Olsen                  |
| Ba Lan               | Biało-czerwoni / Orły                                 | Đỏ Trắng/ Đại bàng                                                 |
| Bồ Đào Nha           | Selecção das Quinas                                   | Đội tuyển Quốc gia của "Quinas"                                    |
| Cộng hòa Ireland     | The Boys in Green / Na Buachaillí i Glas (in Irish)   |                                                                    |
| România              | Tricolorii                                            | Ba màu                                                             |
| Nga                  | Sbornaya                                              | Đội tuyển Quốc gia                                                 |
| San Marino           | La Serenissima                                        | The Most Serene                                                    |
| Scotland             | The Tartan Terriers                                   |                                                                    |
| Serbia               | Beli Orlovi                                           | Đại bàng trắng                                                     |
| Slovakia             | Repre / Naši                                          | Viết tắt của Národná reprezentácia (Đội tuyển Quốc gia) / Chúng ta |
| Slovenia             | Fantje                                                | The Lads                                                           |
| Tây Ban Nha          | La Furia Roja, La Roja, La Furia                      | The Red Fury, The Red, The Fury                                    |
| Thụy Điển            | Blågult                                               | Vàng Xanh                                                          |
| Thụy Sĩ              | Nati                                                  | Viết tắt của Nationalmannschaft (Đội tuyển Quốc gia)               |
| Thổ Nhĩ Kỳ           | Ay Yıldızlılar                                        | The Crescent-Stars, Nhà vua trở lại                                |
| Ukraina              | Синьо-жовті                                           | Vàng Xanh                                                          |
| Wales                | Y Dreigiau                                            | Rồng                                                               |

## Các đội tuyển cũ
| Đội tuyển         | Biệt danh                      | Tạm dịch  |
| ----------------- | ------------------------------ | --------- |
| Nam Tư            | Plavi                          | Xanh      |
| Liên Xô           | Красная Армия (Krasnaya Armya) | Hồng quân |
| Đông Đức          |                                |           |
| Tiệp Khắc         |                                |           |
| Việt Nam Cộng hòa |                                |           |